# I-62 (sous-marin, 1928)
Pour les articles homonymes, voir I-62.
Le I-62 (イ-62) (plus tard renommé I-162) est un sous-marin japonais de la classe Kaidai (海大型) de la sous-classe Kaidai IV (海大4型（伊六十一型/伊百六十二型, Kaidai-yon-gata, classe I-61/I-162) construit pour la marine impériale japonaise.
Il a servi tout au long de la Seconde Guerre mondiale, en soutenant l'invasion japonaise de la Malaisie, en participant à la bataille de Midway, en menant des opérations de diversion pour soutenir l'évacuation des forces japonaises de Guadalcanal, et en conduisant des patrouilles de guerre dans l'Océan Indien. Vers la fin de la guerre, il s'est impliqué dans le soutien et l'entraînement aux opérations de torpilles d'attaque suicide Kaiten. Il se rendit aux Alliés à la fin de la guerre en 1945, et la marine américaine le saborda en 1946.

## Contexte
Après la Première Guerre mondiale, la marine impériale japonaise a réévalué l'utilisation de la guerre sous-marine comme élément de stratégie de flotte en raison du déploiement réussi de croiseurs-sous-marins à long rayon d'action pour les raids commerciaux des principales marines de combat. Les stratèges japonais en sont venus à réaliser les possibilités d'utilisation de l'arme pour la reconnaissance à longue portée, et dans une guerre d'usure contre une flotte ennemie qui s'approchait du Japon. Deux grands sous-marins japonais à longue portée avaient déjà été construits dans le cadre du programme de la flotte des Huit-six en tant que prototypes (I-51 et I-52), mais l'arrivée le 20 juin 1919 de sept U-boote allemands reçus par le Japon en réparation de guerre à la fin de la Première Guerre mondiale a conduit à une refonte complète. Les Japonais ont rapidement embauché des centaines d'ingénieurs et de techniciens de sous-marins allemands et d'anciens officiers de sous-marins allemands au chômage à la suite de la défaite de l'Allemagne pendant la Première Guerre mondiale, et les ont fait venir au Japon dans le cadre de contrats de cinq ans. L'ONI (Office of Naval Intelligence) américain a estimé que quelque 800 conseillers allemands s'étaient rendus au Japon à la fin de 1920. Les Japonais ont également envoyé des délégations en Allemagne, et ont participé activement à l'achat de nombreux brevets.

## Description
Les sous-marins de la sous-classe KD4 ont été des sous-marins de croisière de conception japonaise produits en série. Ils sont plus petits que les précédentes sous-classes et ne possèdent que 4 tubes lance-torpilles à l'avant.
Ils ont un déplacement de 1 600 tonnes en surface et 2 337 tonnes en immersion. Les sous-marins mesuraient 97,7 mètres de long, avaient une largeur de 7,8 mètres et un tirant d'eau de 4,83 mètres. Les sous-marins permettaient une profondeur de plongée de 60 m et un possédaient un effectif de 58 officiers et membres d'équipage.
Rauschenbach a été retenu comme fabricant des moteurs diesel, dont les performances étaient légèrement inférieurs à celles des moteurs des précédentes sous-classes. Pour la navigation de surface, les sous-marins étaient propulsés par deux moteurs diesel de 3 000 cv (2 200 kW), chacun entraînant un arbre d'hélice. En immersion, chaque hélice était entraînée par un moteur électrique de 900 chevaux-vapeur (671 kW). Ils pouvaient atteindre 20 nœuds (37 km/h) en surface et 8,5 nœuds (15,7 km/h) sous l'eau. En surface, les KD4 avaient une autonomie de 10 000 milles nautiques (19 000 km) à 10 nœuds (19 km/h); en immersion, ils avaient une autonomie de 60 milles nautiques (170 km) à 3 nœuds (5,6 km/h).
Les sous-marins étaient armés de 6 tubes lance-torpilles internes de 53,3 cm, 4 à l'avant et 2 à l'arrière. Ils transportaient une recharge pour chaque tube , soit un total de 14 torpilles Type 89. Ils étaient également armés d'un canon de pont de 120 mm (4,7 in) pour le combat en surface et d'une mitrailleuse de 7,7 mm.

## Construction
Construit par le chantier naval Mitsubishi à Kobe au Japon, le I-62 a été mis sur cale le 20 avril 1927. Il a été lancé le 29 novembre 1928 sous le nom de I-62. Il a été achevé et mis en service le 24 avril 1930.

## Histoire de service

### Avant la Seconde Guerre mondiale
Lors de sa mise en service, le I-62 a été affecté à la 29e division de sous-marins du district naval de Sasebo sous le commandement du capitaine de corvette (海軍少佐 (Kaigun-shōsa)) Uozumi Jisaku, puis mis hors service et placé en réserve le 21 octobre 1935, avant d'être remis en service le 10 avril 1936 ou vers cette date, puis de nouveau mis hors service le 15 novembre 1939. Pendant qu'il était de nouveau en réserve, ses moteurs diesel et ses tubes lance-torpilles ont été remplacés en 1940-1941, ce travail étant achevé, il a été remis en service le 1er juillet 1941 ou vers cette date.
Alors que la marine impériale japonaise commençait à se déployer en prévision du conflit imminent dans le Pacifique, le I-62 - qui, avec le I-64), constituait la 29e division de sous-marins, une partie du 5e escadron de sous-marins - quitta Sasebo, au Japon, le 26 novembre 1941, à destination de Palau avec le reste du 5e escadron de sous-marins, à savoir le I-64, les sous-marins de la 30e division de sous-marins et le navire amiral de l'escadron, le croiseur léger Yura. En cours de route, l'escadron entier a été dérouté vers Samah sur l'île Hainan en Chine.

### La Seconde Guerre mondiale

#### Première patrouille de guerre
Le 5 décembre 1941, le I-62 quitta Samah pour commencer ce qui allait devenir sa première patrouille de guerre. Lorsque l'invasion japonaise de la Malaisie commença le 8 décembre 1941 - le premier jour de la guerre en Asie de l'Est - le I-62 se trouvait en mer de Chine méridionale au large de Trengganu, en Malaisie britannique, et patrouillait avec les sous-marins I-57, I-58, I-64 et I-66. Réaffecté à l'unité de patrouille "B" le 26 décembre 1941, il a terminé sa patrouille en arrivant à la baie de Cam Ranh en Indochine française occupée par les Japonais le 27 décembre 1942.

#### Seconde patrouille de guerre
En tant qu'unité du groupe de patrouille "B", le I-62 faisait partie des sous-marins chargés d'attaquer les navires alliés dans l'océan Indien à l'ouest du 106e méridien est, opérant à partir d'une nouvelle base à Penang, nouvellement capturée, dans la Malaisie britannique occupée par les Japonais. Le 7 janvier 1942, le I-62 quitta donc la baie de Cam Ranh pour entamer sa deuxième patrouille de guerre. Un important champ de mines britannique ayant été signalé dans le détroit de Malacca, il emprunta un itinéraire détourné pour rejoindre sa zone de patrouille dans l'océan Indien, qui l'emmena le long de la côte sud de Java. Le 28 janvier 1942, à 2h40, il attaqua sans succès un pétrolier à l'ouest de Ceylan. Le 31 janvier 1942, il attaqua et endommagea sérieusement le pétrolier britannique Longwood, d'une capacité de 9 463 tonneaux de jauge brute, à 24 milles nautiques (44 km) à l'ouest de Ceylan. Le destroyer de la marine royale hellénique RHS Vasilissa Olga et deux navires de la Royal Navy - le sloop de guerre HMS 'Falmouth' et le patrouilleur auxiliaire HMS Okapi - ont commencé à chercher le I-62 mais ne l'ont pas trouvé.
Le I-62 a attaqué et endommagé le pétrolier armé britannique Spondilus, de 7 402 tonneaux de jauge brute, dans l'océan Indien à la position géographique de 6° 16′ N, 79° 38′ E le 3 février 1942 après 23 heures. Le Falmouth et le Okapi ont lancé une nouvelle recherche du I-62, toujours sans succès, et le I-62 a conclu sa patrouille en arrivant à Penang le 10 février 1942.

#### Troisième patrouille de guerre
Le I-62 a quitté Penang pour sa troisième patrouille de guerre, toujours dans l'Océan Indien, le 28 février 1942. Le 10 mars 1942 - jour de la dissolution de la 29e division de sous-marins et de la réaffectation du I-62 à la 28e division de sous-marins - il a coulé le voilier britannique Lakshmi Govinda, d'une jauge brute de 235 tonneaux, à la position géographique de 13° 22′ N, 87° 27′ E, sous les tirs des canons. Il a torpillé le San Cirilo, navire-citerne britannique de 8 012 tonneaux de jauge brute, au sud de Colombo à la position géographique de 6° 40′ N, 79° 40′ E à 11h32 le 21 mars 1942, mais le San Cirilo a survécu et est arrivé à Colombo le 23 mars 1942. Le 22 mars 1942, le I-62 a torpillé un navire de transport de passagers non identifié dans l'océan Indien à l'est de l'entrée nord du détroit de Palk à la position géographique de 10° 50′ N, 83° 59′ E, mais il a également survécu. Il a conclu sa patrouille par son arrivée à Penang le 25 mars 1942.

#### Avril-mai 1942
Le 2 avril 1942, le I-62 quitta Penang à destination de Sasebo. Au cours de son voyage, la 28e division de sous-marins fut dissoute et il fut réaffecté à la 3e division de sous-marins le 10 avril 1942. Il arriva à Sasebo le 12 avril 1942. Le 28 mai 1942, il a quitté Sasebo à destination de Kwajalein, où il a été déployé en soutien de l'opération Mi, l'invasion prévue de l'atoll de Midway. Au cours de son voyage, il a été renuméroté I-162 le 20 mai 1942. Il est arrivé à Kwajalein le 28 mai 1942.

#### Quatrième patrouille de guerre
Le 26 mai 1942, le I-162 quitte Kwajalein pour effectuer sa quatrième patrouille de guerre, en soutien à l'opération Mi, dans le cadre de laquelle le 5e escadron de sous-marins fait partie de la Force expéditionnaire avancée. Il opère dans une ligne de patrouille qui comprend également les sous-marins I-156, I-157, I-158, I-159, I-165 et I-166. Pendant la bataille de Midway, qui s'est déroulée du 4 au 7 juin 1942, les Japonais ont subi une défaite décisive et l'invasion a été annulée. Le I-162 est retournée à Kwajalein le 21 juin 1942.

#### Juin-juillet 1942
Le I-162 reprit la mer le 24 juin 1942 pour retourner à Sasebo, où il arriva le 1er juillet 1942. Pendant son séjour à Sasebo, le 5e escadron de sous-marins fut dissous le 10 juillet 1942. Le 14 juillet 1942, il fut réaffecté au 30e escadron de sous-marins de la Flotte de la zone sud-ouest, avec les sous-marins I-8, I-63 et I-166 et le ravitailleur de sous-marins Rio de Janeiro Maru. Pour sa nouvelle affectation, il quitta Sasebo le 22 juillet 1942 à destination de Penang, avec un arrêt dans la baie de Cam Ranh en cours de route.

#### Patrouilles de la cinquième et sixième guerre mondiale
Le I-162 a quitté Penang le 23 août 1942 pour effectuer sa cinquième patrouille de guerre, visant les navires alliés dans le golfe du Bengale. La patrouille s'est déroulée sans incident, et il est revenu à Penang le 12 septembre 1942.
Le 28 septembre 1942, le I-162 repartit de Penang pour sa sixième patrouille de guerre, toujours dans le golfe du Bengale. Le 3 octobre 1942, à 14h52, à l'est de Visakhapatnam, en Inde, il torpilla le Mikoyan, navire armé soviétique de 2 332 tonnes de bois , qui faisait route de Calcutta à Karachi avec une cargaison générale. Une torpille a frappé le Mikoyan sur son côté tribord entre les cales 1 et 2. Après la défaillance des pompes du Mikoyan, son équipage a transmis un SOS et a abandonné le navire. Le Mikoyan a coulé à 15h09 à la position géographique de 19° 24′ N, 85° 24′ E.
Le 7 octobre 1942, à 16h24, alors qu'il se trouvait à 400 milles nautiques (740 km) au sud-est de Masulipatam, en Inde, le I-162 a torpillé le vapeur britannique Manon, de 5 597 tonneaux de jauge brute, qui faisait route de Calcutta et Visakhapatnam vers Colombo avec une cargaison de 7 100 tonnes de charbon. Le Manon a coulé à la position géographique de 15° 00′ N, 80° 30′ E avec la perte de huit vies humaines.
Le I-162 a torpillé le navire à vapeur britannique Martaban, d'une capacité de 4 161 tonneaux de jauge brute, dans la baie du Bengale à l'est de Dondra Head, au Ceylan, à 16h20 le 13 octobre 1942 à la position géographique de 6° 31′ N, 82° 03′ E. Une des torpilles du I-162 a touché le Martaban par l'avant, tuant deux membres de son équipage et allumant un grand feu. L'équipage du Martaban a abandonné le navire. Plusieurs hydravions Consolidated PBY Catalina de la Royal Australian Air Force sont arrivés sur les lieux pour aider l'équipage du Martaban et rechercher le I-162, mais ce dernier a réussi à les éviter. Finalement, la corvette HMAS Launceston de la Royal Australian Navy a sauvé 61 survivants du Martaban, qui est resté à flot et a ensuite été remorqué à Colombo. Le I-162 a conclu sa patrouille en retournant à Penang le 18 octobre 1942.

#### Patrouilles de la septième, huitième et neuvième guerre
Au début du mois de novembre 1942, le I-162 quitta Penang pour commencer une autre patrouille de guerre dans l'Océan Indien, mais dut revenir presque immédiatement pour des réparations de moteurs. Le 15 novembre 1942, il quitta Penang à destination de Surabaya de Java, où il arriva le 21 novembre 1942. De Surabaya, il partit le 24 novembre 1942 pour sa septième patrouille de guerre, qui avait été déplacée dans la mer d'Arafura. Le 7 janvier 1943, il quitta à nouveau Surabaya pour sa huitième patrouille de guerre, cette fois dans la mer d'Arafura et le golfe de Carpentarie. Il n'eut à nouveau aucun succès et retourna à Surabaya le 13 janvier 1943.
Pour sa neuvième patrouille de guerre, le I-162 s'est déployé pour soutenir l'opération Ke - l'évacuation de Guadalcanal alors que la campagne de Guadalcanal se terminait par une défaite japonaise - en menant des opérations de diversion au large de la côte nord-ouest de l'Australie. Partant de Surabaya le 26 janvier 1943, il a effectué une reconnaissance de l'île Cocos fin janvier 1943. Le 14 février 1943, le sous-marin américain USS Thresher l'a attaqué au large des Petites îles de la Sonde, à l'est de l'île Thwartway, à la position géographique de 6° 05′ S, 105° 47′ E. Le Thresher a tiré deux torpilles Mark 14, dont l'une n'a pas explosé, tandis que l'autre a manqué son coup et a explosé sans endommager le I-162. Le I-162 a ouvert le feu sur le Thresher avec son canon de pont, a tourné vers le nord et s'en est sorti indemne. Il est retourné à Surabaya le 16 février 1943.

#### Février-octobre 1943
Fin février 1943, le I-162 quitta Surabaya à destination de Sasebo. Au cours de son voyage, il fut réaffecté à la 30e division de sous-marins du 8e escadron de sous-marins. Il arriva à Sasebo le 10 mars 1943 et y commença la révision et les réparations. Les travaux étant terminés, il quitta Kure le 4 septembre 1943, se dirigeant vers le sud pour retourner au combat. Au cours de son voyage, il fut réaffecté à l'unité sous-marine de la Flotte de la zone sud-ouest le 12 septembre 1943. Il arriva à Penang le 16 septembre 1943, puis partit le 27 septembre 1943 à destination de Sabang, à l'extrémité nord de Sumatra, où il arriva le 3 octobre 1943.

#### Patrouilles de la dixième, onzième et douzième guerre
Le 6 octobre 1943, le I-162 quitta Sabang pour effectuer sa dixième patrouille de guerre. Il fut réaffecté à la 30e division de sous-marins de la 8e Flotte le 9 octobre 1943, mais sinon, il patrouilla sans incident dans l'océan Indien et termina la patrouille par son arrivée à Penang le 9 novembre 1943. Le 12 novembre 1943, il quitta Penang en direction de Singapour, où il resta jusqu'au 1er décembre 1943, date à laquelle il entreprit un voyage de retour vers Penang. Le 14 décembre 1943, il quitta de nouveau Penang pour sa onzième patrouille de guerre, toujours dans l'océan Indien, mais ne fit aucune attaque contre les navires ennemis, et il compléta la patrouille en retournant à Singapour le 22 janvier 1944.
Le 22 février 1944, le I-162 partit de Penang pour sa douzième patrouille de guerre, toujours dans l'océan Indien. Le 4 mars 1944, à 13h50, il torpilla le navire marchand britannique Fort McCloud, d'un tonnage de 7 127 tonneaux de jauge brute, en provenance de Cochin (Inde) et à destination de Durban (Afrique du Sud), avec une cargaison de 2 000 tonnes de cuivre et de 1 000 tonnes de matériel militaire, au sud-ouest des îles Maldives, puis fit surface pour acheverle  Fort McCloud par des tirs de canon. Le Fort McCloud a coulé à la position géographique de 2° 01′ N, 77° 06′ E. Le I-162 a également rapporté avoir coulé un transport dans l'océan Indien à l'ouest de "One and a Half Degree Channel" (Huvadhu Kandu) à la position géographique de 6° 12′ N, 71° 18′ E le 18 mars 1944. Il est retourné à Penang le 25 mars 1944.

#### Mars 1944-septembre 1945
Lorsque le I-162 revint à Penang, la 30e division de sous-marins fut dissoute et il fut réaffecté à l'escadron de sous-marins de la garde de Kure. Il quitta donc bientôt Penang pour le Japon, et arriva à Kure le 15 avril 1944. Il s'entraîna ensuite dans la mer intérieure de Seto occidentale. Le 25 juin 1944, il fut réaffecté à la 19e division de sous-marins de l'escadron de sous-marins de Kure. Le 1er avril 1945, il fut réaffecté à la 34e division de sous-marins, puis reconstruit pour pouvoir transporter des torpilles d'attaque suicide pilotées Kaiten entre les bases côtières.
Alors que le I-162 faisait un voyage en Corée pour se ravitailler en carburant, il s'est échoué sur la côte sud de la péninsule coréenne le 26 juin 1945, subissant des dommages mineurs. Le I-156 et lui ont fait un aller-retour à Dairen, en Mandchourie, fin juin et début juillet 1945 pour se ravitailler en carburant. En juillet et août 1945, son équipage - avec les équipages des I-156, I-157, I-158 et I-159 - a été formé au lancement des Kaiten en combat pour s'opposer aux navires alliés lors de l'invasion américaine du Japon que les Japonais attendaient, et le I-162 a fait un autre aller-retour à Dairen pour aller chercher du carburant pour cette formation. Le I-162 se trouvait dans l'océan Pacifique au large du cap Ashizuri lors de son voyage de retour de Dairen au Japon quand, à 4h36 le 10 juillet 1945, le sous-marin USS Lionfish de la marine américaine a détecté le bruit de ses hélices. À 4h37, le Lionfish a aperçu le I-162 croisant sa poupe à 14 nœuds (26 km/h). En utilisant le radar pour déterminer la portée, le Lionfish a tiré cinq torpilles Mark 18 depuis ses tubes avant sur le I-162 à une distance moyenne de 960 m. L'équipage du Lionfish a déclaré avoir entendu deux explosions suivies de bruits de rupture et avoir vu un nuage de fumée à la position géographique de 32° 45′ N, 131° 46′ E. Cependant, le I-162 n'a subi aucun dommage et a atteint Kure plus tard dans la journée.
Le 15 août 1945, la Seconde Guerre mondiale a pris fin avec l'annonce Gyokuon-hōsō par l'empereur Hirohito de la cessation des hostilités entre le Japon et les Alliés. Le Japon s'est officiellement rendu lors d'une cérémonie à bord du cuirassé USS Missouri dans la baie de Tokyo le 2 septembre 1945.
Le même jour, le I-162 est réaffecté à la 15e division de sous-marins. Le 2 septembre 1945, le I-162 se rend aux forces alliées.

### Élimination
Sous le contrôle de la marine américaine, le I-162 s'est installé à Sasebo en octobre 1945, et il a été rayé de la liste de la marine le 30 novembre 1945.
Après que le I-162 ait été dépouillé de tout équipement et matériel utilisable, il a été programmé pour le sabordage dans le cadre de l'opération Road's End. Le 1er avril 1946, le ravitailleur de sous-marins américain USS Nereus l'a donc remorqué de Sasebo jusqu'à une zone au large de Goto Retto et l'a coulé par des tirs d'artillerie à la position géographique de 32° 37′ N, 129° 17′ E.